# Ciudad deportiva Dani Jarque
La Ciudad Deportiva Dani Jarque son unas instalaciones deportivas, propiedad del Real Club Deportivo Espanyol, ubicadas entre los municipios de San Adrián de Besós y Barcelona (Barcelona) España.

## Historia
Fue inaugurada el 10 de septiembre de 2001 en una ceremonia en la que estuvieron presentes el presidente del club Daniel Sánchez Llibre, el presidente de la Generalitat Jordi Pujol y los alcaldes de Barcelona (Joan Clos) y de San Adrián de Besós (Jesús María Canga).

## Ubicación
La Ciudad Deportiva está ubicada en San Adrián de Besós, en el límite con el término municipal de Barcelona. Los terrenos quedan delimitados por la Ronda del Litoral, la calle Guipúzcoa, la autopista de Mataró y las vías del tren.

## Denominación
Las instalaciones fueron inauguradas con el nombre oficial de Ciudad Deportiva del R. C. D. Espanyol, aunque pronto fueron conocidas popularmente como Sadrià, juego de palabras que hace referencia a su ubicación, San Adrián de Besós, y al histórico estadio del club blanquiazul, Sarrià.
El 21 de enero de 2012 el presidente Ramon Condal anunció que el recinto se llamaría Ciudad Deportiva Dani Jarque, en recuerdo al fallecido capitán blanquiazul, formado en el fútbol base del club. Finalmente, el 21 de octubre de 2013 y ya bajo la presidencia de Joan Collet se hizo oficial el cambio de nombre en una ceremonia en la que también estuvieron presentes los familiares del jugador.

## Instalaciones

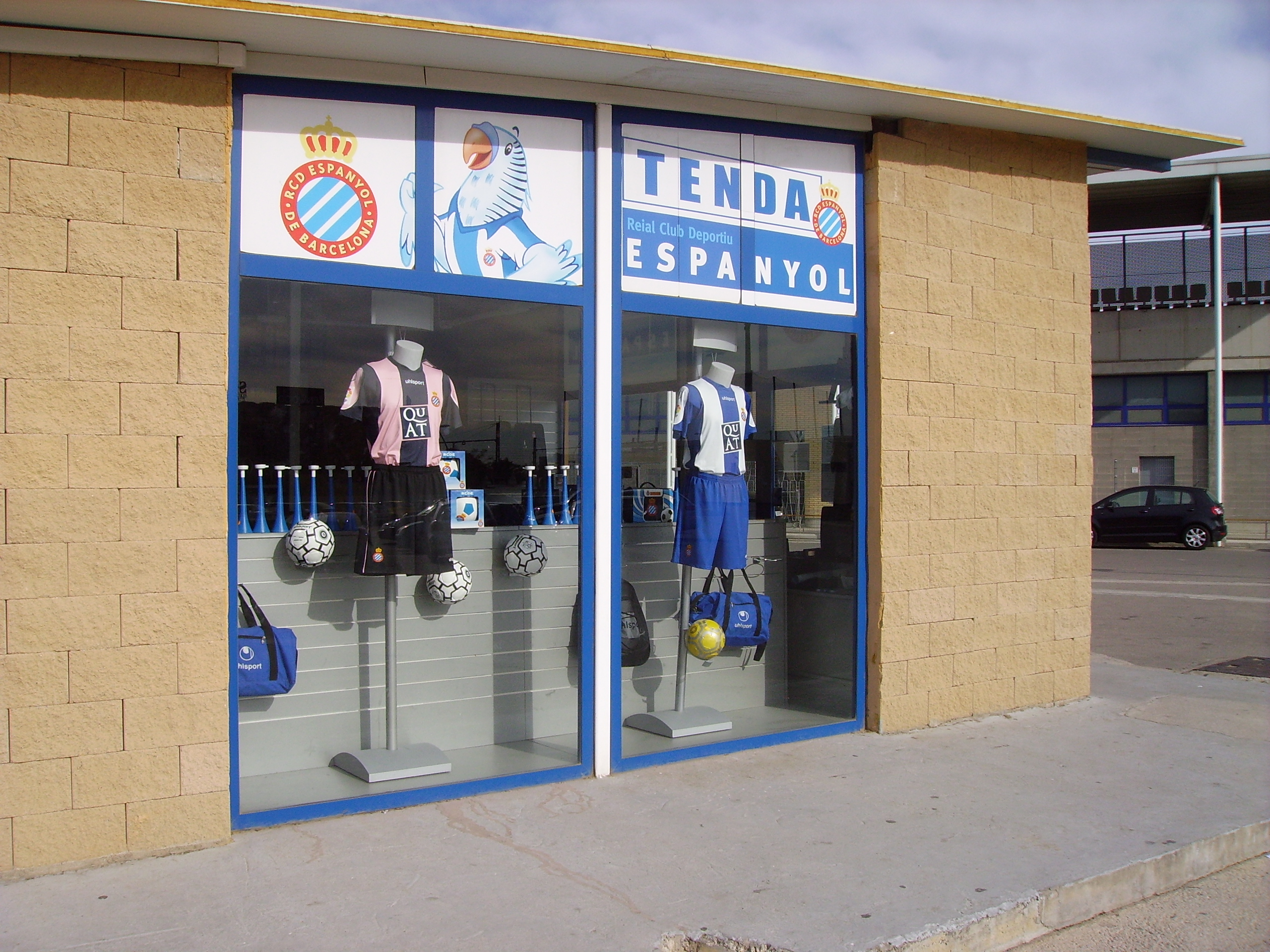
Tienda del R. C. D. Espanyol en San Adrián.

La ciudad deportiva tiene una superficies de 60 000 m², donde, además de entrenar el primer equipo, también entrenan y juegan el fútbol base y el fútbol femenino. Consta de dos campos de césped natural, un campo de césped artificial y un campo de fútbol-7 de césped artificial, un campo de entrenamiento de porteros de césped natural y la pista polideportiva de césped artificial.
En ella también se encuentra la tienda del R. C. D. Espanyol,hubo
un restaurante y parte de las oficinas del club, especialmente las destinadas al trabajo de los distintos técnicos y entrenadores.